# Carvalhal (Sertã)
Carvalhal is een plaats (freguesia) in de Portugese gemeente Sertã en telt 613 inwoners (2001).